# Богдо-гэгэн III
Ишдамбийням (монг. Ишдамбийням; тиб. ཡེ་ཤེས་བསྟན་པའི་་ཉི་མ།, Вайли ye shes bstan pa'i nyi ma — Еше́ Те́нпей Ньи́ма; 1758—1773) — Богдо-гэгэн III — третий Халха-Джебдзун-Дамба-хутухта, первоиерарх монгольских буддистов.

## Биография
После смерти Богдо-гэгэна II Сэцэн-хан предложил своего сына в качестве нового хубилгана, однако Тушэту-хан отклонил его кандидатуру, что породило конфликт между родами. В 1758 году новым Богдо-гэгэном был объявлен новорожденный сын литанского чиновника Тендзина Гонпо и его жены Норджин Памо. Для препровождения младенца в Монголию в Тибет были отправлены чиновники Буувэйбаатар и Шижирбаатар, которым с трудом удалось забрать Богдо-гэгэна у тибетцев, скрывавших его и не желавших его увоза.
Согласно легенде, когда его привезли в Их-Хурэ, мальчик уже говорил по-монгольски, а во время церемонии принятия монашеских обетов на его ладонях показались субурганы. В Их-Хурэ малолетний Богдо-гэгэн председательствовал на церемонии основания Манба-дацана и Дамбадаржаагийн-хийда; позже ввёл хурал, посвящённый Винае. В 1765 году, в семилетнем возрасте, участвовал в освящении построенного императором в честь Богдо-гэгэна II монастыря Шашны Бадруулагч. В 1767 году при Шабинском ведомстве были учреждены должности да-лам. К числу особых заслуг Богдо-гэгэна III относится введение молитв «Мигдзем» и «Мани», а также гуру-йоги «Гаден лхагяма» в качестве обязательного чтения для каждого монгольского ламы, а также запрет в стране тибетского проклятья «Чтоб тебе стать отцеубийцей!».
Скончался в 1773 году 21 числа последнего осеннего месяца в возрасте 15 лет.